# قانون إدارة المناطق الساحلية
قانون إدارة المناطق الساحلية لعام 1972 ( CZMA ؛ Pub. L. ، 16 U.S.C. ، الفصل 33) هو قانون للكونجرس صدر في عام 1972 لتشجيع الدول الساحلية على وضع وتنفيذ خطط إدارة المناطق الساحلية. تم إنشاء هذا القانون كسياسة وطنية للولايات المتحدة للحفاظ على موارد المنطقة الساحلية للأمة وحمايتها وتطويرها، وحيثما أمكن ذلك، لاستعادة أو تعزيز موارد هذه المنطقة الساحلية للأجيال القادمة.
أظهر قانون إدارة المناطق الساحلية لعام 1972 أن كونغرس الولايات المتحدة «أقر بأهمية مواجهة تحدي النمو المستمر في المنطقة الساحلية». بموجب هذا القانون، تم إنشاء برنامجين محليين، البرنامج الوطني لإدارة المناطق الساحلية والنظام الوطني لبحوث مصبات الأنهار. من بين 35 ولاية مؤهلة، وضعت 34 منها فقط برامج إدارة؛ كانت ولاية واشنطن أول ولاية تتبنى البرنامج في عام 1976.

## روابط خارجية
- قانون إدارة المناطق الساحلية (CZMA): نظرة عامة وقضايا لخدمة أبحاث الكونغرس في الكونغرس
- موقع خدمات الأسماك والحياة البرية في قانون إدارة المناطق الساحلية
- موقع NOAA على قانون إدارة المناطق الساحلية